# Odell (Oregon)
Odell az Amerikai Egyesült Államok északnyugati részén, Oregon állam Hood River megyéjében elhelyezkedő statisztikai- és önkormányzat nélküli település. A 2010. évi népszámláláskor 2255 lakosa volt. Területe 5,2 km², melynek 100%-a szárazföld.
Nevét a tennessee-i, később Kaliforniát is megjárt telepesről, William Odellről, aki 1861-ben telepedett le itt.

## Éghajlat
A térség nyarai melegek (de nem forróak) és szárazak; a havi maximum átlaghőmérséklet 22 °C. A Köppen-skála alapján a város éghajlata meleg nyári mediterrán (Csb-vel jelölve). A legcsapadékosabb a november–január, a legszárazabb pedig a július–augusztus közötti időszak. A legmelegebb hónap július, a leghidegebb pedig december.
| Hónap                         | Jan.  | Feb.  | Már.  | Ápr. | Máj. | Jún. | Júl. | Aug. | Szep. | Okt. | Nov.  | Dec.  | Év    |
| ----------------------------- | ----- | ----- | ----- | ---- | ---- | ---- | ---- | ---- | ----- | ---- | ----- | ----- | ----- |
| Rekord max. hőmérséklet (°C)  | 17,2  | 20,2  | 27,2  | 32,2 | 38,9 | 40,6 | 41,7 | 42,2 | 37,8  | 31,7 | 20,6  | 18,9  | 42,2  |
| Átlagos max. hőmérséklet (°C) | 5,6   | 8,3   | 12,8  | 16,1 | 20,6 | 23,3 | 27,8 | 27,8 | 24,4  | 17,8 | 10,0  | 4,4   | 16,6  |
| Átlaghőmérséklet (°C)         | 2,5   | 3,9   | 7,3   | 10,0 | 13,9 | 16,7 | 20,3 | 20,0 | 16,1  | 10,6 | 5,6   | 1,7   | 10,8  |
| Átlagos min. hőmérséklet (°C) | −0,6  | −0,6  | 1,7   | 3,9  | 7,2  | 10,6 | 12,8 | 12,2 | 7,8   | 3,3  | 1,1   | −1,1  | 4,9   |
| Rekord min. hőmérséklet (°C)  | −28,9 | −29,4 | −12,8 | −5,6 | −3,3 | 0,0  | 2,8  | 2,2  | −3,3  | −9,4 | −20,6 | −23,3 | −29,4 |
| Átl. csapadékmennyiség (mm)   | 135   | 103   | 76    | 45   | 33   | 22   | 7    | 8    | 23    | 58   | 137   | 150   | 797   |
| Forrás: The Weather Channel   |       |       |       |      |      |      |      |      |       |      |       |       |       |

## Népesség

### 2010
A 2010-es népszámláláskor  2255 lakója, 660 háztartása és 558 családja volt. A népsűrűség 433,7 fő/km2. A lakóegységek száma 686, sűrűségük 131,9 db/km2. A lakosok 33,5%-a fehér, 0,5%-a afroamerikai, 1,2%-a indián, 0,4%-a ázsiai, 0,2%-a a Csendes-óceáni szigetekről származik, 20,8%-a egyéb, 3,4%-a pedig kettő vagy több etnikumú. A spanyol vagy latino származásúak aránya 66,5% (60% mexikói,  0,4% kubai, 3,2% egyéb spanyol vagy latino származású.)
A háztartások 47,6%-ában élt 18 évnél fiatalabb. 68,3% házas, 10,2% egyedülálló nő, 6,1% egyedülálló férfi, 15,5% pedig nem család. 12% egyedül élt; 5,5%-uk 65 éves vagy idősebb. Egy háztartásban átlagosan 3,4 személy élt; a családok átlagmérete 3,68 fő.
A medián életkor 31,2 év volt. Lakóinak 28%-a 18 évesnél fiatalabb, 6,3% 18 és 24 év közötti, 25,9%-uk 25 és 44 év közötti, 23%-uk 45 és 64 év közötti, 8,9%-uk pedig 65 éves vagy idősebb. A lakosok 51,2%-a férfi, 48,8%-a pedig nő.

### 2000
A 2000-es népszámláláskor   1849 lakója, 573 háztartása és 468 családja volt. A népsűrűség 355,6 fő/km2. A lakóegységek száma 594, sűrűségük 114,2 db/km2. A lakosok 66,47%-a fehér, 0,49%-a afroamerikai, 0,87%-a indián, 0,43%-a ázsiai,  29,58%-a egyéb-, 2,16%-a pedig kettő vagy több etnikumú. A spanyol vagy latino származásúak aránya 40,02% (37,8% mexikói,  0,1% kubai, 2,1% pedig egyéb spanyol/latino származású.)
A háztartások 45,2%-ában élt 18 évnél fiatalabb. 68,4% házas, 8,4% egyedülálló nő; 18,2% pedig nem család. 14,1% egyedül élt; 7,2%-uk 65 éves vagy idősebb. Egy háztartásban átlagosan 3,19 személy élt; a családok átlagmérete 3,51 fő.
Lakóinak 33,9%-a 18 évesnél fiatalabb, 8,7% 18 és 24 év közötti, 29,9%-uk 25 és 44 év közötti, 18%-uk 45 és 64 év közötti, 9,6%-uk pedig 65 éves vagy idősebb. A medián életkor 30 év volt. Minden 100 nőre 97,5 férfi jut; a 18 évnél idősebb nőknél ez az arány 97,7.
A háztartások medián bevétele 36 991 amerikai dollár, ez az érték családoknál $37 065. A férfiak medián keresete $30 300, míg a nőké $16 983. Az egy főre jutó bevétel (PCI) $18 023. A családok 11,1%-a, a teljes népesség 12,9%-a élt létminimum alatt; a 18 év alattiaknál ez a szám 14,6%, a 65 évnél idősebbeknél pedig %.

## Nevezetes személy
- Billy Sunday – baseballjátékos és hittérítő[7]

## Fordítás
Ez a szócikk részben vagy egészben  az   Odell, Oregon című angol Wikipédia-szócikk ezen változatának fordításán alapul.  Az eredeti cikk szerkesztőit annak laptörténete sorolja fel. Ez a jelzés csupán a megfogalmazás eredetét és a szerzői jogokat jelzi, nem szolgál a cikkben szereplő információk forrásmegjelöléseként.